# Scott Pilgrim
Scott Pilgrim es una serie de novelas gráficas dibujada por el historietista canadiense Bryan Lee O'Malley. La colección abarca seis tomos en blanco y negro: el primer volumen salió en 2004 y el último se publicó en 2010, todos ellos por la editorial estadounidense Oni Press a razón de un ejemplar al año. También ha sido reeditada en color por HarperCollins desde 2012 hasta 2014.
Se trata de una comedia romántica sobre la vida de Scott Pilgrim, un joven de 23 años que reside en Toronto y es bajista en una banda de rock. A lo largo de la serie se enamora de una misteriosa chica estadounidense, Ramona Flowers, pero para salir con ella deberá derrotar antes a sus siete «exnovios malvados», a través de aventuras con situaciones sobrenaturales y surrealistas. El guion cuenta con numerosas referencias a la cultura popular, los videojuegos y la música norteamericana.
A su conclusión en 2010, Scott Pilgrim había vendido más de un millón de copias solo en América del Norte y se había convertido en un éxito de crítica, llegando incluso a ganar el premio Eisner en la categoría de «mejor cómic de humor». La obra cuenta con una adaptación cinematográfica, Scott Pilgrim vs. The World (2010), protagonizada por Michael Cera. Ese mismo año se publicó un videojuego para PlayStation 3 y Xbox 360, desarrollado por Ubisoft Montreal. En 2023, Netflix estrenó una serie de animación basada en el cómic.
En España la serie ha sido editada desde octubre de 2009 por Random House Mondadori, primero a través de su línea DeBolsillo y posteriormente por Reservoir Books.

## Argumento
El protagonista es Scott Pilgrim, un joven de 23 años que vive en Toronto (Canadá) con su compañero de piso Wallace Wells. Es una persona inmadura y sin trabajo, toca el bajo en el grupo de rock Sex Bob-omb con sus amigos, y al comienzo de la historia ha iniciado una relación con una chica de 17 años, Knives Chau.
Una noche, Scott sueña con una misteriosa chica patinadora a la que nunca había visto antes; al poco tiempo se encuentra con ella en la vida real y resulta ser Ramona Flowers, una joven estadounidense que se ha mudado a Toronto luego de una difícil ruptura con alguien llamado Gideon. Para poder conquistar el corazón de Ramona, Scott deberá derrotar antes a sus siete «exnovios malvados». El argumento entremezcla comedia romántica con escenas de acción, así como situaciones sobrenaturales.
Durante el resto de la serie se desarrollan tramas secundarias, se profundiza en la vida sentimental de los personajes, se descubren los problemas del propio Scott para terminar con sus antiguas relaciones, y se observan escenas anteriores de los protagonistas a través de flashbacks y sueños.

## Desarrollo

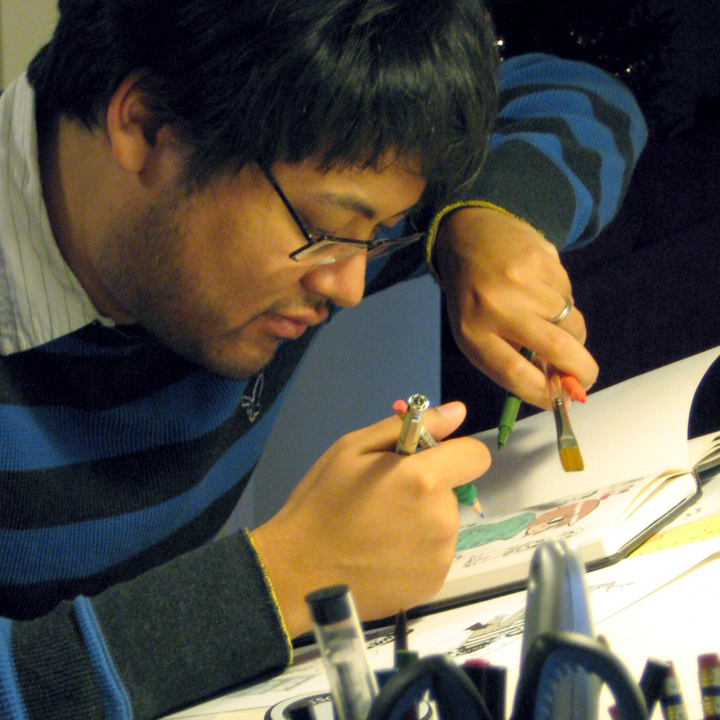
Bryan Lee O'Malley, autor de Scott Pilgrim.

El autor de Scott Pilgrim es el dibujante canadiense Bryan Lee O'Malley. En 2003 había debutado con la novela gráfica Lost at Sea (2003), publicada por el sello estadounidense Oni Press; anteriormente había ilustrado una miniserie en el cómic Hopeless Savages (2002) y había trabajado como letrista para la misma editorial.
O'Malley llevaba tiempo proyectando una historieta de inspiración manga, aun cuando la única obra japonesa que había leído completa era Ranma ½. En 2002, mientras estaba terminando Lost at Sea, su compañero de piso le regaló un cómic satírico titulado «Hasta un mono podría dibujar manga» (Koji Aihara y Kentaro Takekuma), que terminaría siendo su principal inspiración a la hora de trabajar. Para los personajes se inspiró en elementos tanto de la historieta estadounidense como de la japonesa, principalmente de Rumiko Takahashi y Atsuko Nakajima.
El autor dibujó los seis volúmenes en blanco y negro porque era más barato que el color y recordaba la estética de un manga. Del mismo modo, las tramas están hechas con ordenador porque las tiendas que frecuentaba no vendían las láminas que necesitaba. Antes de la composición, realizaba un guion gráfico completo y luego hacía esbozos en miniatura para ordenar las viñetas.
O'Malley se hizo responsable del dibujo y de los guiones; tan solo en el último volumen contrató a dos asistentes para que le ayudaran con los fondos.
El primer tomo de Scott Pilgrim fue publicado en agosto de 2004 y resultó un superventas para sorpresa tanto de la editorial como del dibujante. Al año siguiente, Oni Press logró vender los derechos para una adaptación cinematográfica de la saga, Scott Pilgrim vs. The World (2010). O'Malley proyectó desde el principio una serie restringida a seis volúmenes, pero no comenzó a escribir el final hasta 2008: su idea era que el quinto tomo desarrollara toda la trama desde una perspectiva oscura, y el sexto fuese la redención de los protagonistas. Sin embargo, el hecho de que la película fuera a estrenarse antes de la conclusión le llevó a rematar el quinto tomo con un cliffhanger. Durante el último año de proceso, O'Malley estuvo asesorando a los guionistas de la película y al mismo tiempo preparó un final distinto para la saga.
En 2012 la editorial HarperCollins reeditó los seis tomos de Scott Pilgrim en color.

## Estilo

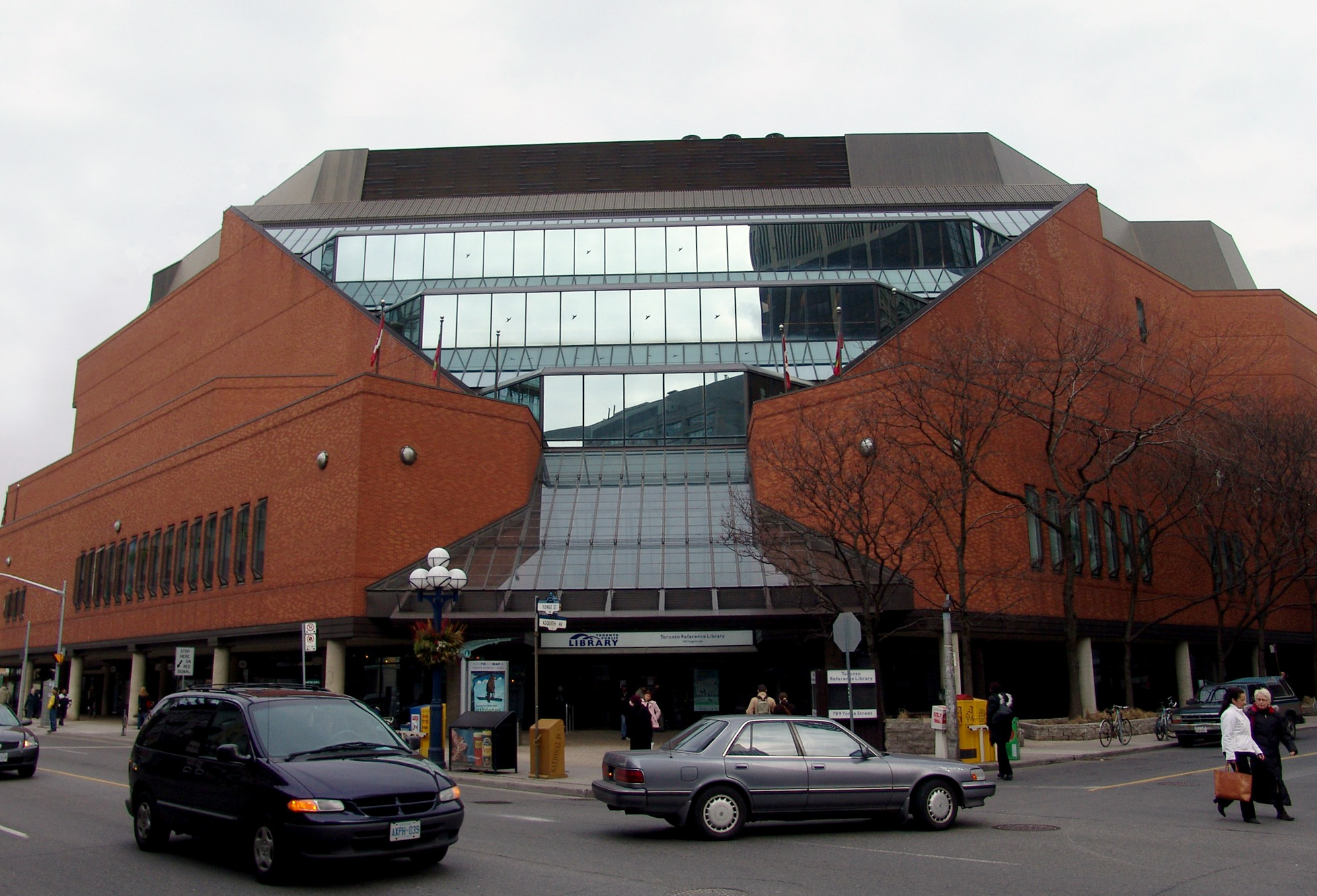
La Biblioteca Pública de Toronto es una de las numerosas localizaciones reales que aparecen en Scott Pilgrim.

Scott Pilgrim es una comedia romántica que transcurre en un entorno cotidiano, pero en la que se dan numerosas situaciones de carácter sobrenatural y surrealista. Todos los protagonistas hacen vida en Toronto y afrontan situaciones del día a día, con especial hincapié en las relaciones amorosas, pero muchas veces consiguen traspasar la barrera de la realidad: Ramona Flowers tiene un bolso que le permite viajar a otras dimensiones o guardar armas, y los personajes suelen pelear con movimientos de lucha de videojuegos.
El ritmo narrativo y el estilo de dibujo están influenciados por el manga, pero presentan un estilo propio más cercano al de la historieta estadounidense.
Al estar ambientada en Toronto, casi todas las localizaciones que aparecen son reales, entre ellas Casa Loma, la Biblioteca Pública de Toronto, Dundas Square, Honest Ed's y Queen Street.
Uno de los aspectos notables de Scott Pilgrim son las referencias a la música independiente, en especial los grupos indie canadienses. El protagonista toca el bajo eléctrico en una banda de rock llamada Sex Bob-omb, que a lo largo de la historia intenta hacerse un hueco en la escena musical torontoniana. El propio nombre de Scott es un homenaje a la canción «Scott Pilgrim» del grupo Plumtree, del mismo modo que otros personajes como Stephen Stills (Crosby, Stills, Nash & Young) y Young Neil (Neil Young).
Otra constante a lo largo de la saga son las menciones a los videojuegos. La banda Sex Bob-omb se llama así en referencia a Bob-omb, un personaje secundario de Super Mario Bros. que es una bomba andante. Por su parte, el grupo rival The Clash at Demonhead alude al videojuego homónino publicado en 1989 para NES. En ocasiones los personajes utilizan diálogos sacados de títulos como Monkey Island, y las escenas de acción recuerdan a juegos tan dispares como Street Fighter, River City Ransom y PaRappa The Rapper.

## Volúmenes
| Volumen | Título original                        | Título en español                    | Fecha de publicación    | ISBN                   |
| ------- | -------------------------------------- | ------------------------------------ | ----------------------- | ---------------------- |
| Vol. 1  | Scott Pilgrim's Precious Little Life   | Scott Pilgrim: su vida y sus cosas   | 18 de agosto de 2004    | ISBN 978-1-932664-08-9 |
| Vol. 2  | Scott Pilgrim vs the World             | Scott Pilgrim contra el mundo        | 15 de junio de 2005     | ISBN 978-1-932664-12-6 |
| Vol. 3  | Scott Pilgrim and the Infinite Sadness | Scott Pilgrim y la tristeza infinita | 24 de mayo de 2006      | ISBN 978-1-932664-22-5 |
| Vol. 4  | Scott Pilgrim Gets It Together         | Scott Pilgrim se lo monta            | 14 de noviembre de 2007 | ISBN 978-1-932664-49-2 |
| Vol. 5  | Scott Pilgrim vs the Universe          | Scott Pilgrim contra el universo     | 4 de febrero de 2009    | ISBN 978-1-934964-10-1 |
| Vol. 6  | Scott Pilgrim's Finest Hour            | Scott Pilgrim: La hora de la verdad  | 20 de julio de 2010     | ISBN 978-1-934964-38-5 |

## Premios
O'Malley ha sido reconocido con varios premios de la industria del cómic a raíz de Scott Pilgrim. En Canadá fue galardonado con el premio Doug Wright (2005) en la categoría de «mejor artista emergente» y con el premio Joe Shuster (2006) al mejor dibujante de país. Y en Estados Unidos ha recibido dos premios Harvey a la «mejor novela gráfica con guion original»: en 2008 por el cuarto volumen, y en 2011 por el sexto volumen.
La distinción más importante que ha recibido es el premio Eisner al «mejor cómic de humor» (2010), concedido al quinto volumen de la saga.

## Otros productos

### Película

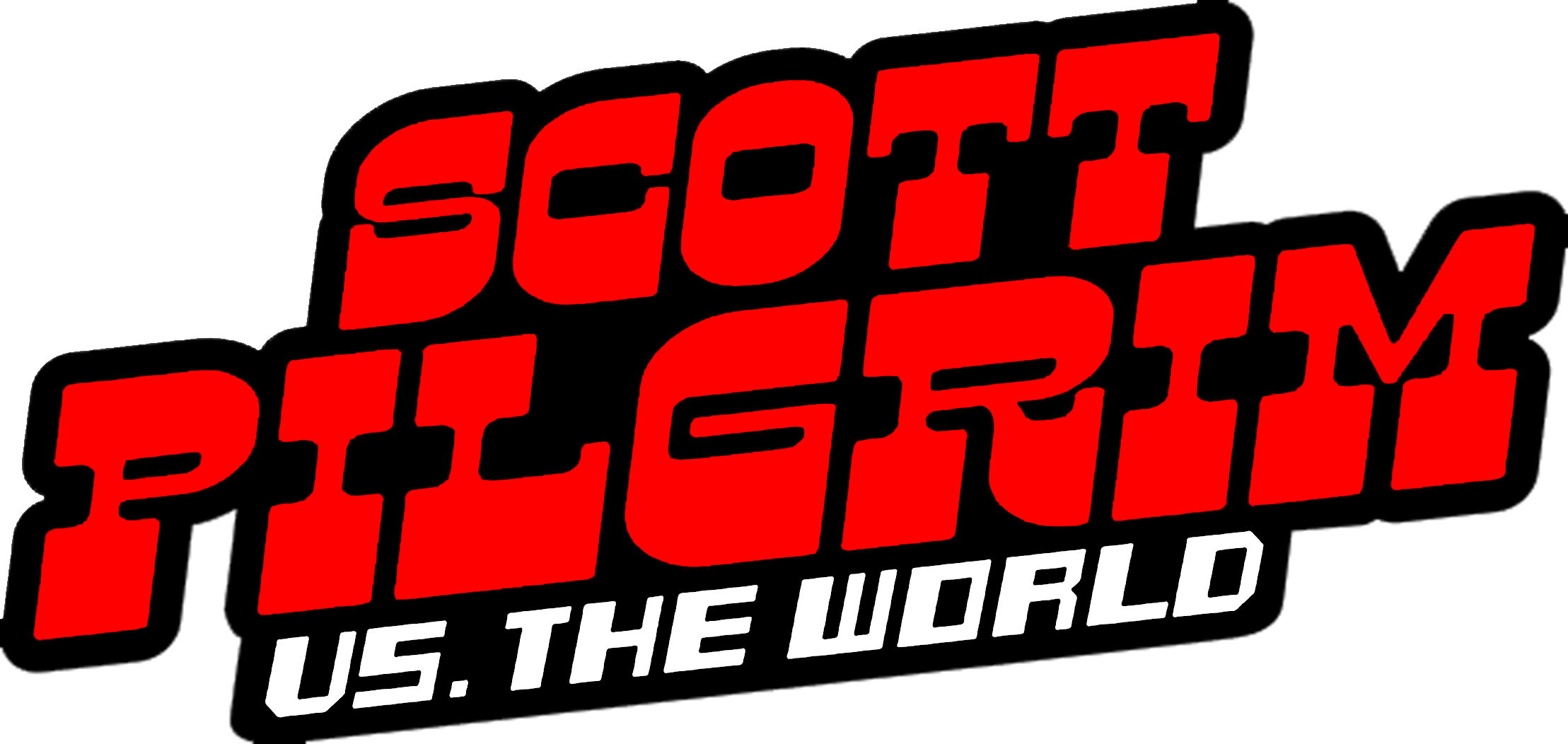
Logotipo de la película Scott Pilgrim vs. The World, estrenada en 2010.

A raíz del éxito de la historieta se hizo una película, Scott Pilgrim vs. the World, estrenada el 13 de agosto de 2010 y distribuida por Universal Studios. El guion está basado en los cinco primeros volúmenes de la saga, a pesar de que el final es diferente porque el sexto volumen aún no se había publicado durante la producción. Estuvo dirigida por Edgar Wright y sus protagonistas son Michael Cera y Mary Elizabeth Winstead como Scott y Ramona, respectivamente.
Para promocionar Scott Pilgrim vs. the World se hizo un cortometraje de animación en Adult Swim, Scott Pilgrim vs. the Animation, basado en un capítulo del segundo volumen que no pudo incluirse en el metraje original. Los actores de la película hicieron las veces de actores de doblaje. En cuanto a la banda sonora, se contrató a Nigel Godrich (productor de Radiohead) para que contara con grupos de la escena musical independiente norteamericana, entre ellos Metric, Broken Social Scene, Wavves, The Bluetones, Black Lips y Plumtree. De hecho Metric compuso un tema específico, Black Sheep, que en la película es interpretado por Brie Larson como vocalista de The Clash at Demonhead.
A pesar de que la película tuvo buenas críticas por su forma de plasmar el estilo de la historieta, fue un fracaso de taquilla tras recaudar 47 millones de dólares sobre un presupuesto de 90 millones.

### Videojuego
El 25 de agosto de 2010 se publicó el videojuego oficial de la película, Scott Pilgrim vs. The World, desarrollado por Ubisoft Montreal para las plataformas digitales de PlayStation 3 (PlayStation Network) y Xbox 360 (Xbox Live Arcade). Se trata de un beat 'em up de scroll lateral de uno a cuatro jugadores, influenciado por los videojuegos de 8 y 16 bits, en el que se podían controlar a Scott Pilgrim, Ramona Flowers, Kim Pine y Stephen Stills. La dirección artística corrió a cargo del dibujante australiano Paul Robertson, mientras que la banda sonora fue compuesta por Anamanaguchi.
El videojuego fue descatalogado el 30 de diciembre de 2014 porque la licencia digital había caducado. Después de varios años de negociaciones, Ubisoft anunció un relanzamiento a finales de 2020 para las tiendas digitales de las plataformas Nintendo Switch, PC, PlayStation 4, Stadia y Xbox One.

### Anime
Scott Pilgrim tiene una adaptación a anime, desarrollada por Science Saru y estrenada el 17 de noviembre de 2023 en la plataforma Netflix. La serie, titulada Scott Pilgrim Takes Off —en español, Scott Pilgrim da el salto—, consta de una sola temporada de ocho capítulos y desarrolla una nueva historia a partir de los personajes de la obra original.
En diciembre de 2022, Universal Content anunció el desarrollo de un anime basado en la obra original, donde Bryan Lee O'Malley figura como guionista y productor ejecutivo junto con BenDavid Grabinski, Edgar Wright y Michael Bacall. La animación corrió a cargo del estudio japonés Science Saru, con Eunyoung Choi como productora y el español Abel Góngora en la dirección. Tres meses después, el 30 de marzo de 2023, se confirmó que todo el elenco de Scott Pilgrim vs. The World iba a participar en el doblaje, retomando los papeles que habían interpretado en la película. El 16 de agosto del mismo año se publicó el primer trailer junto a la fecha de estreno final.